# Chris Cuomo
Christopher Charles Cuomo (Nova Iorque, 9 de agosto de 1970) é um jornalista estadunidense. Ele é mais conhecido por ter apresentado o Cuomo Prime Time, na CNN, do qual foi anifitrião até ser demitido, em novembro de 2021. Desde outubro de 2022 que apresenta o programa Cuomo, no canal americano NewsNation.

## Vida pessoal
Em 2001, Cuomo se casou com a editora da revista Gotham, Cristina Greeven em uma cerimônia religiosa em Southampton, Nova York. Eles residem em Manhattan com seus três filhos.
Ele filho do falecido governador do estado de Nova Iorque Mario Cuomo. E irmão do ex-governador de Nova Iorque, Andrew Cuomo.
Em 31 de março de 2020, foi diagnosticado com COVID-19. Para expor a gravidade da doença, postou um raio-x de seu pulmão.